# Моклин
Моклин (на испански: Moclín) е населено място и община в Испания. Намира се в провинция Гранада, в състава на автономната област Андалусия. Общината влиза в състава на района (комарка) Лоха. Заема площ от km². Населението му е 4237 души (по данни от 2010 г.).